# Ульма (река)
Ульма — река в Мазановском районе Амурской области России, левый приток Селемджи.
Длина — 346 км, площадь водосборного бассейна — 5550 км². Образуется слиянием рек Бордак (Левая Ульма) и Правая Ульма на западных склонах хребта Турана на высоте около 480 метров над уровнем моря. В верхнем и среднем течении — Ульминский заказник, созданный в 1981 году. Впадает в реку Селемджа юго-западнее села Угловое. Высота устья — 171 метров над уровнем моря.
Керамика, выявленная на памятнике селемджинской культуры Усть-Ульма-1, датируется радиоуглеродным анализом органической составляющей формовочной массы в интервале 8900 — 12590 лет назад.

## Основные притоки
(указано расстояние от устья)
- 25 км: река Табурачка (лв)
- 104 км: река Малая Ульма (лв)
- 164 км: река Кера (пр)
- 244 км: река Джалинда (пр)
- 316 км: река Тексика (лв)

## Населённые пункты у реки
- Ульма (л. б.), примерно в 25 км до её устья;
- Угловое (п. б.), в 5 км до её устья, а также на левом берегу Селемджи.

## Данные водного реестра
По данным государственного водного реестра России относится к Амурскому бассейновому округу, речной бассейн реки — Амур, речной подбассейн реки — Зея, водохозяйственный участок реки — Селемджа.